# Bourgeoisie de Marseille
Marseille est la deuxième ville de France à la fin de l'Ancien Régime. Sa bourgeoisie y bénéficie de privilèges importants. 

## Devenir bourgeois de Marseille
Accéder à la qualité de bourgeois de Marseille en 1735, n'est pas chose aisée. Le statut de bourgeoisie est à Marseille en général héréditaire. À Paris, le délai avant de devenir bourgeois est seulement d'un an et un jour, mais à Marseille il est de 12 ans. Il faut également acheter une maison d’une valeur d’au moins 10 000 livres. Un serment au roi, seigneur de Marseille, est exigé pour être admis parmi les bourgeois de la ville et un vote en faveur du candidat au Conseil de la ville. Ce droit de bourgeoisie à Marseille donne des privilèges importants : les bourgeois marseillais ne paient pas la taille, tout comme les nobles dans les autres contrées du royaume.
Les privilèges de Marseille datent presque tous de l'époque du rattachement de la Provence au royaume de France, le 15 janvier 1482. Mais en réalité la ville va de tout temps prospérer à l'ombre de ses libertés antiques et être une sorte de république sous ses vicomtes et du temps des rois, qu'ils soient de Provence ou de France.

## Les échevins

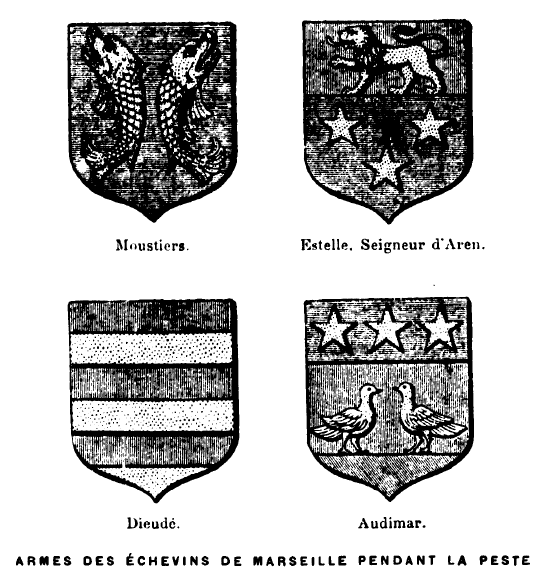
Armoiries de quatre familles d'échevins

Les échevins jouent très tôt, dans l'histoire de la cité, un rôle majeur dans la vie politique marseillaise. Le premier souci de Louis XIV est de supprimer la magistrature consulaire, réservée aux gentilshommes et de la remplacer par de nouveaux administrateurs, qui sous le titre d'échevins sont choisis parmi les négociants et les commerçants. Ce système va fonctionner pendant un siècle et demi, de 1660 à 1789.
Tous les membres de la municipalité sont assujettis à des conditions de fortune. L'administration de Marseille est donc solidement tenue par une oligarchie, au sein de laquelle le commerce joue un très grand rôle. Une proportion d'environ 15 % des Marseillais s'adonne au commerce et aux activités qui lui sont liées. Au sein de cette catégorie, les 3 % de négociants tiennent le haut du pavé. 
En 1789, Marseille prend nettement parti dans la question des États généraux. Lors d'une délibération du 29 décembre 1788, le conseil municipal supplie le roi d'accorder au Tiers dans cette assemblée un nombre de députés supérieur à celui des députés du clergé et de la noblesse réunis. Le Conseil réclame en outre que l'on pratique le vote par tête au sein des États.

## Les privilèges de la ville de Marseille

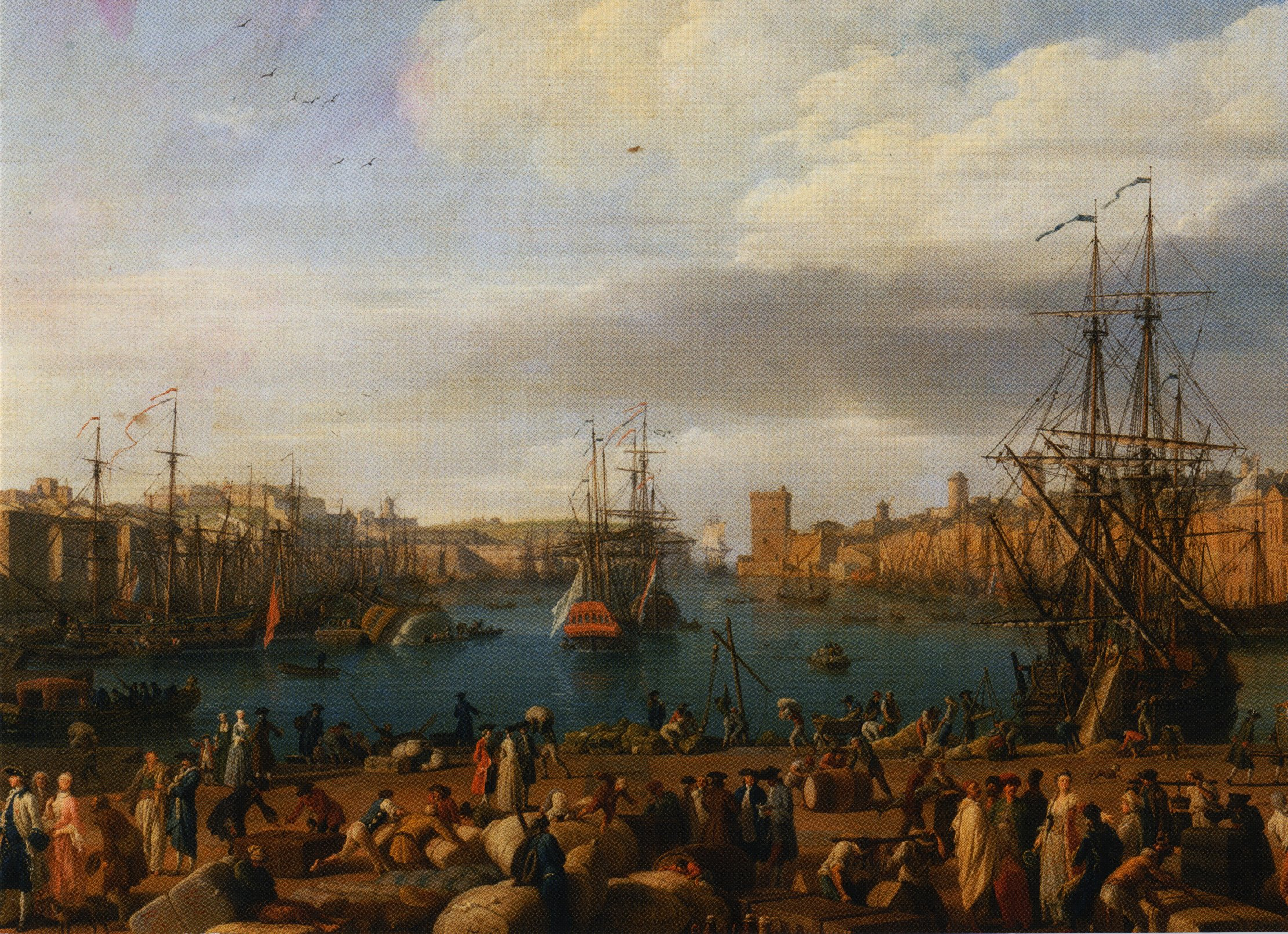
Intérieur du port de Marseille (1754)

Stéphane-André Durand, dans son ouvrage Les villes en France aux XVIe et XVIIe siècles nous renseigne sur la nature des privilèges des bourgeois de Marseille. En 1669, un Édit, conforme à la politique colbertiste, assura la franchise de toute taxes les marchandises du port et instaura ainsi le monopole des négociants marseillais dans le sud de la France, voire dans toute la Méditerranée. 
Ces derniers pouvaient ainsi faire des échanges avec la Méditerranée occidentale et orientale, comme avec les Antilles et les Amériques, sans payer un droit de 20 % sur les marchandises du Levant, à l'inverse des autres ports français. 400 navires marseillais fréquentent les échelles du Levant et de la côte des Barbaresques. Ces privilèges rendront Marseille très attractive. Les négociants sont peu nombreux à la fin du XVIIe siècle, 275, mais 600 à la fin du XVIIIe siècle. « C’est un monde vivifié en permanence par l’émigration… Talents, richesses, projets : tout chez nous tend vers Marseille », écrit Bérenger, l’écrivain provençal du XVIIIe siècle.

## Les négociants et les marins

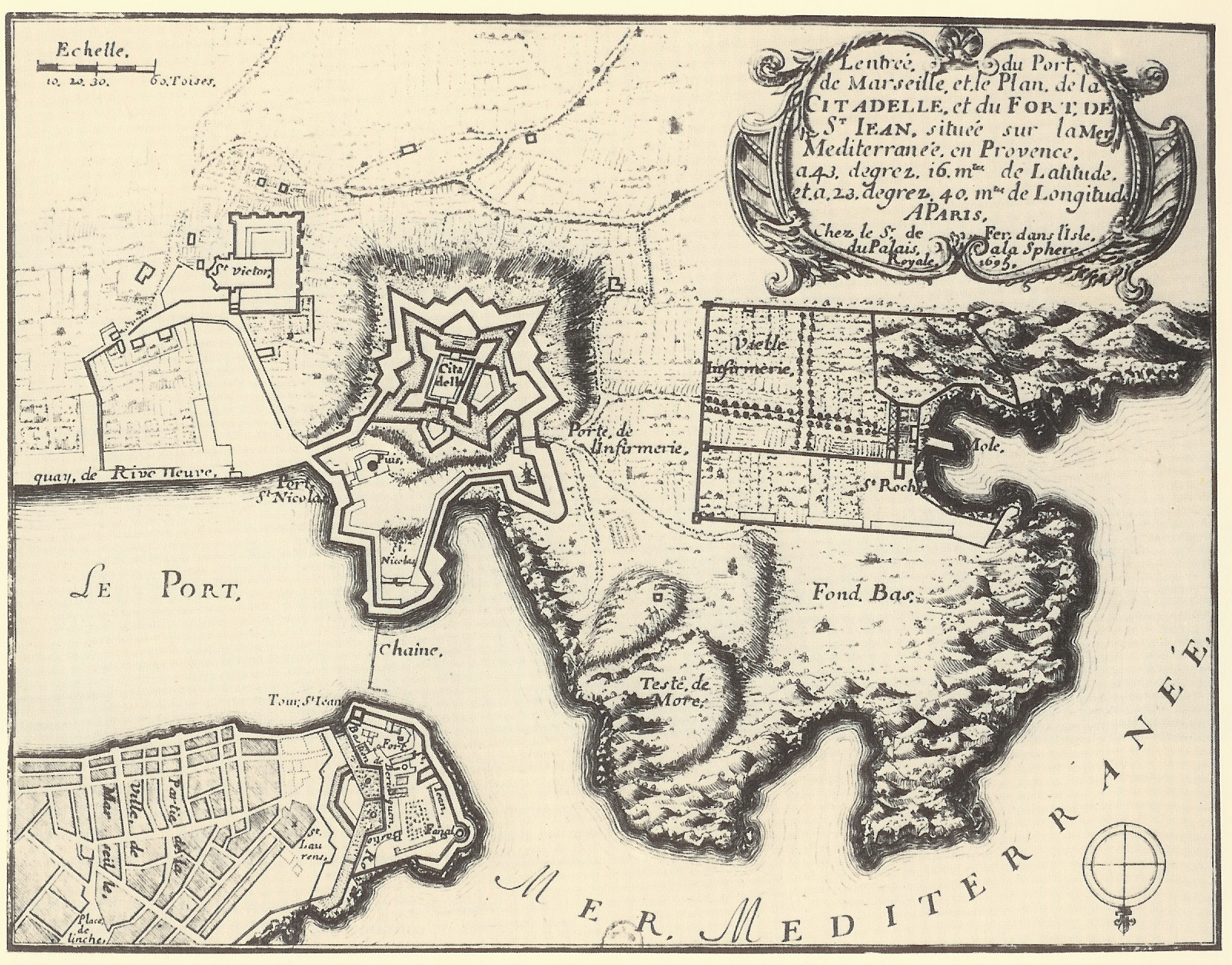
Entrée du Vieux-Port en 1695

Une dizaine de familles de négociants avec l'outre-mer et l'Europe possèdent une partie de la ville : Rémusat, Roux, Borély, Payan, Samatan, Bruny, Seimandy, Hugues, Rabaud, Tarteiron, Latil, Clary, Audibert, etc, et détiennent l'échevinat pendant 150 ans. L'exemple de Gaspard Rey est pertinent pour montrer les possibilités d’ascension sociale au XVIIIe siècle: ce marchand devient entrepreneur de vivres et de munitions pour les armées dans les arsenaux du Roi. Ses descendants s'agrègent à la noblesse en devenant secrétaires du Roi en 1735. Cette charge créée par les Rois de France dès le XVe siècle permet d'anoblir les bourgeois du négoce. L'anoblissement n'est pas la condition pour devenir riche et puissant à Marseille. Il n'en est que la conséquence. Georges Roux, négociant, armateur corsaire, obtient l’érection de sa terre de Brue en marquisat, du fait des services qu’il a rendus à la colonisation de la Martinique. Nombreux sont les négociants qui ont commencé par être des patrons de barque, puis des marchands, et qui devinrent souvent à la fin de leur vie de puissants armateurs, à l'instar de Louis Borély. 
Nous pouvons généraliser à l'Europe du commerce cette constatation de l'historien Raoul Busquet : « Dans cette ville le groupe le plus intéressant, c'est le monde du haut commerce. C'est chez ces grands négociants, dans leurs familles, dans leurs charmants hôtels, que nous constatons la vertu de la richesse. Ces hommes d'affaires successeurs de marchands souvent heureux de vingt siècles, portés en nombre à la fortune, dans l'élan de prospérité déterminé par la volonté de Louis XIV, forment une aristocratie qui n'est plus seulement une aristocratie de l'argent. Ils s'habituent alors à une vie de salon où les goûts intellectuels tiennent une grande place et dont ils embellissent passionnément le cadre d'art. Ils ne se refusent désormais aucun luxe. »

## L'Académie de Marseille

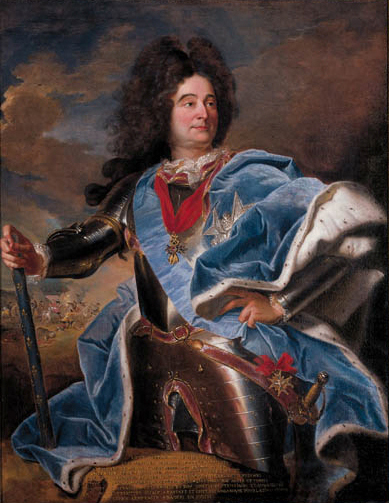
Claude Louis Hector, duc de Villars, est le protecteur de l'académie de Marseille

Depuis 1726, Marseille possède une académie, dont le maréchal de Villars a été le protecteur. Il faut remarquer qu'à partir de 1760 ses secrétaires perpétuels sont plusieurs fois des bourgeois. Les artistes, peintres et sculpteurs, dont les ouvrages sont à cette époque de plus en plus recherchés, et forment dès 1753, une réunion et bientôt après, ouvrent une école sous la direction de Michel-François Dandré-Bardon et de Jean-Joseph Kapeller. En 1780, leur groupe est officiellement reconnu comme Académie de peinture, sculpture et architecture civile et navale
La bourgeoisie marseillaise du temps de Louis XV et de Louis XVI n'est pas entièrement francisée. Le comte de Villeneuve écrit que même les femmes de la haute société marseillaise comprennent mal le français en 1777. Des correspondances des années 1750 conservées à Nîmes présentent des alternances de français et de provençal. L'académie de Marseille se mêle avant tout d'économie et d'histoire. En dépit de la vogue des troubadours au XVIIIe siècle, elle ne s'y intéresse que quatre fois.

## La noblesse

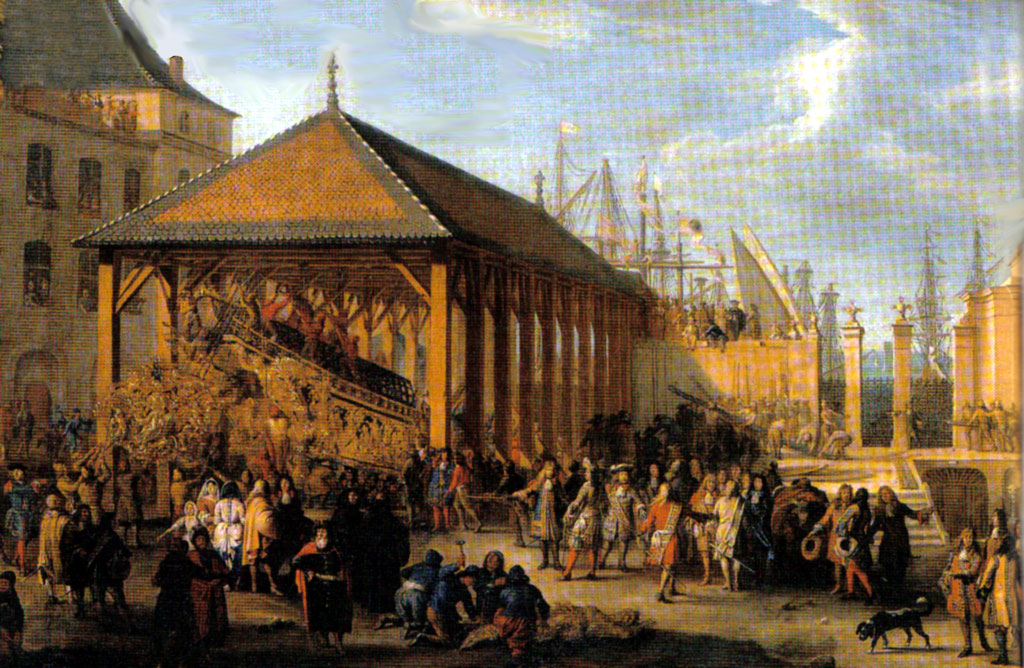
Représentants de l'État visitant la galère La Réale en construction à l'arsenal de Marseille.

Au XVIIIe siècle la noblesse est peu nombreuse à Marseille, et nobles et roturiers exercent en général les mêmes professions de négociants. Valérie Piétri explique dans son étude Vraie et fausse noblesse : l’identité nobiliaire provençale à l’épreuve des reformations (1656-1718), parue aux cahiers de la Méditerranée en 2003, que mis à part quelques officiers de la marine royale ou de l'armée, les nobles marseillais ne se distinguent en rien des autres négociants. Elle explique également que la question de la noblesse commerçante est au cœur du débat qui oppose la noblesse provençale à la monarchie, durant les grandes recherches de noblesses de 1665 et 1696, ordonnées par Louis XIV : « La pratique du commerce maritime par les nobles marseillais est souvent évoquée, dans les textes de l’époque, comme une nécessité en raison de la stérilité de leur terroir et de fait, la quasi-totalité des gentilshommes de cette ville est issue de familles marchandes. Il faut dire que le passage de la marchandise à la noblesse est facilité par les institutions municipales qui ne prévoient pas de division en collèges et au sein desquelles la noblesse ne confère aucun privilège, évitant ainsi des tensions entre anciens et nouveaux membres du second ordre. »
C’est d’ailleurs à l'instar des marchands vénitiens, génois et florentins, que certaines familles marseillaises ont acquis un état de « nobles marchands ». La noblesse marseillaise correspond en cela à une notabilité citadine, à l'italienne, plutôt qu'à une qualité telle qu'elle est entendue par les juristes délégués par le roi. Ainsi, l'état de « noble marchand » ne sera pas considéré par les vérificateurs royaux comme une preuve de noblesse.  
Il est toutefois utile de noter comme exemple de la collusion entre bourgeoisie et noblesse, qu'en l'an 1785, 7 dots d'épouses sont supérieures à 40 000 livres. Deux maris sont avocats et roturiers, trois sont négociants. Seuls deux nobles sont cités, l'un capitaine de vaisseaux du roi, l'autre officier de marine, mais tous les deux sont aussi négociants. La même année, parmi les quatre acheteurs de biens immobiliers de plus de 100 000 livres, deux sont négociants et deux sont nobles.